# Нальянч, Сергей Иванович
Сергей Иванович Нальянч, настоящая фамилия — Шовгенов (1898 год — 12 сентября 1979 года, около Вильнюса, Литовская ССР, СССР) — русский эмигрантский поэт и публицист.

## Биография
Родился в украинской семье. Его отцом был статский советник Иван Шовгенов, который служил в Министерстве земледелия и государственных имуществ, а также преподавал в Петербургском политехническом институте. Во время Гражданской войны отец Сергея стал придерживаться украинских националистических взглядов. Работал в правительстве Украинской Народной Республике и был профессором Киевского политехнического института.
В мае 1922 года семья Сергея эмигрировала в Чехию в город Подебрады. Младшая сестра Елена, известная как украинская поэтесса Елена Телига, в Чехии познакомилась с украинскими националистами и стала придерживаться их идей. Старший брат Андрей тоже придерживался идей украинства. Сергей считал себя русским и использовал первую часть фамилии матери — Нальянч, как литературный псевдоним. Несколько раз подавал заявления о зачислении и отчислении себя из Украинской хозяйственной академии в Подебрадах, но в итоге продолжил обучение в Русском юридическом факультете в Праге. После окончания университета переехал в Варшаву, куда эмигрировала его семья.
В Польше опубликовал свои первые стихотворения. Занимался переводом произведений украинских поэтов пражской школы Е. Маланюка и О. Ольжича. В 1929 году вступил в литературную группу «Литературное содружество». Публиковал свои сочинения в варшавской газете «За свободу!» и виленских газетах «Наше время» и «Русское слово». В 1930 году его стихотворения были опубликованы в поэтическом «Сборнике Виленского сообщества поэтов», который вышел во Львове. Принимал участие в пражских эмигрантских литературных группах «Далиборки» и «Скит поэтов». В 1934 году переехал в Вильно, где стал участвовать в литературной группе «Виленское содружество поэтов», которую он возглавил в 1936 году.
Его сочинения были опубликованы в варшавском поэтическом сборнике «Антология русской поэзии в Польше» (1937 год) и виленском «Сборнике Виленского содружества поэтов» (1937).
После присоединения Литвы к СССР сотрудничал с советскими газетами, издавашимися в Вильнюсе. Во время оккупации Литвы сотрудничал с газетой «За Родину!», которую издавал отдел пропаганды немецких властей. В июне 1944 года выехал в Германию. В сентябре 1945 года возвратился в Вильнюс. В 1947 году был арестован НКВД и осуждён на лагеря. Освободившись в 1955 году, проживал около Вильнюса, где скончался 12 сентября 1979 года.